# Ikuba
Ikuba è una circoscrizione rurale (rural ward) della Tanzania situata nel distretto di Mpimbwe, regione di Katavi. Conta una popolazione di 16 588 abitanti (censimento 2022).